# Picumne tacheté
Picumnus innominatus
Espèce
Statut de conservation UICN

 LC  : Préoccupation mineure
Synonymes
- Vivia innominata

Le Picumne tacheté (Picumnus innominatus) est une espèce d'oiseaux de la famille des Picidae, la seule du genre Picumnus présente hors du continent américain.
Cette espèce est parfois classée dans un genre monotypique Vivia Hodgson, 1837

## Liste des sous-espèces
- Picumnus innominatus innominatus Burton, 1836 : Himalaya ;
- Picumnus innominatus chinensis (Hargitt, 1881) : sud de la Chine ;
- Picumnus innominatus malayorum Hartert, 1912 : éparsement en Asie du Sud et à travers une grande partie d'Asie du Sud-Est.